# Kvadrupelallianskriget
Kvadrupelallianskriget (Spanska: Guerra de la Cuádruple Alianza) var ett krig som utspelade sig mellan 2 augusti 1718 och 17 februari 1720. Kriget var ett försök av Spanien att återerövra de territorier som dom förlorat efter Spanska Tronföljdskriget. Spanien blev besegrat av Savojen och Kvadrupelalliansen, vilken bestod av Kungariket Storbritannien, Kungariket Frankrike, Habsburgska Monarkin och Republiken Förenade Nederländerna.

## Bakgrund
I januari 1717 signerades en trippel allians bestående av Storbritannien, Frankrike och Nederländerna för att stoppa Spanien från att bryta freden i Utrecht, vilket kunde ha gjort Spanien till en stormakt. I augusti samma år beslagtog Spanien det då Habsburgska Sardinien utan motstånd, eftersom Österrike redan var distraherat av det Habsburgska-Turkiska kriget (1716–1718). Trippelalliansen valde att inte engagera sig och förklara krig mot Spanien direkt, eftersom det skulle krossa deras ekonomier, vilka redan var svaga efter det Spanska Tronföljdskriget. Istället skickade Storbritannien en liten flotta som ett försök att återställa freden.

## Kriget startar

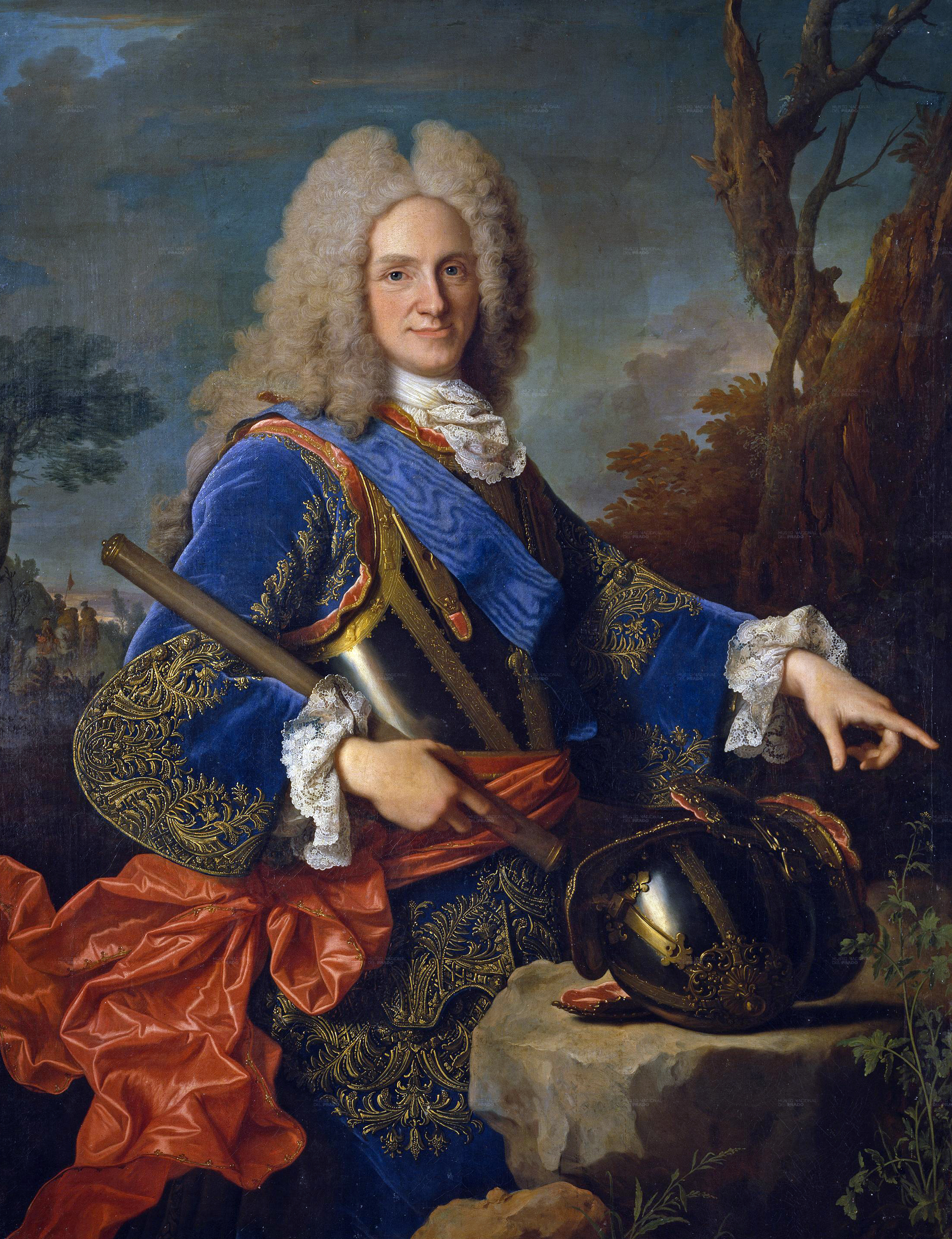
Filip V av Spanien, av Jean Ranc.

I juli 1718 signerade Österrike Freden vid Passarowitz, vilket gjorde att Österrike då kan rikta sin uppmärksamhet på Spanien. Uppmuntrad av den lyckande återerövringen av Sardinien tar då Spanien och fortsätter till Sicilien, där 30 tusen män landsätts samma månad. Den 2 augusti går Österrike med i Trippelalliansen, vilket då ersätts med den Kvadrupelalliansen. Storbritannien och Österrike förklarar direkt krig mot Spanien under samma avtal tillsammans med Savojen. Den spanska armén i Sardinien blev snabbt besegrad och ockuperad av Storbritannien. Liksom armén blir flottan också snabbt besegrad och krossad, dock under det maritima Slaget vid Kap Passaro. Slaget krossade Spaniens dröm att återskapa sitt imperium i medelhavet men Spanien vägrade erkänna nederlag.  
Samma år börjar Kardinal Alberoni planera en kupp för att ersätta Filip II av Orléans, som var regent till den då omyndiga Ludvig XV av Frankrike, med Filip V av Spanien. Planen upptäcktes dock innan den blev av, vilket resulterade i att Alberoni blev bannlyst, och Frankrike förklarade krig mot Spanien. Detta eskalerade konflikten till ett öppet krig.

### Expeditioner från båda sidor
Filip II beordrade en armé ledd av James FitzJames, 1:e hertig av Berwick att invadera Baskien, där dom sedan segrar vid Belägringen av San Sebástian sommaren 1719. Dom marscherade sedan vidare till Katalonien. Som hämnd skickas en spansk expedition bestående av tusen män till Britannien, där dom sedan skulle försöka starta ett uppror med den lokala befolkningen. Försöket fick dock lite uppmärksamhet av folket och armén drog sig snabbt tillbaka.

### Jakobitupproret 1719

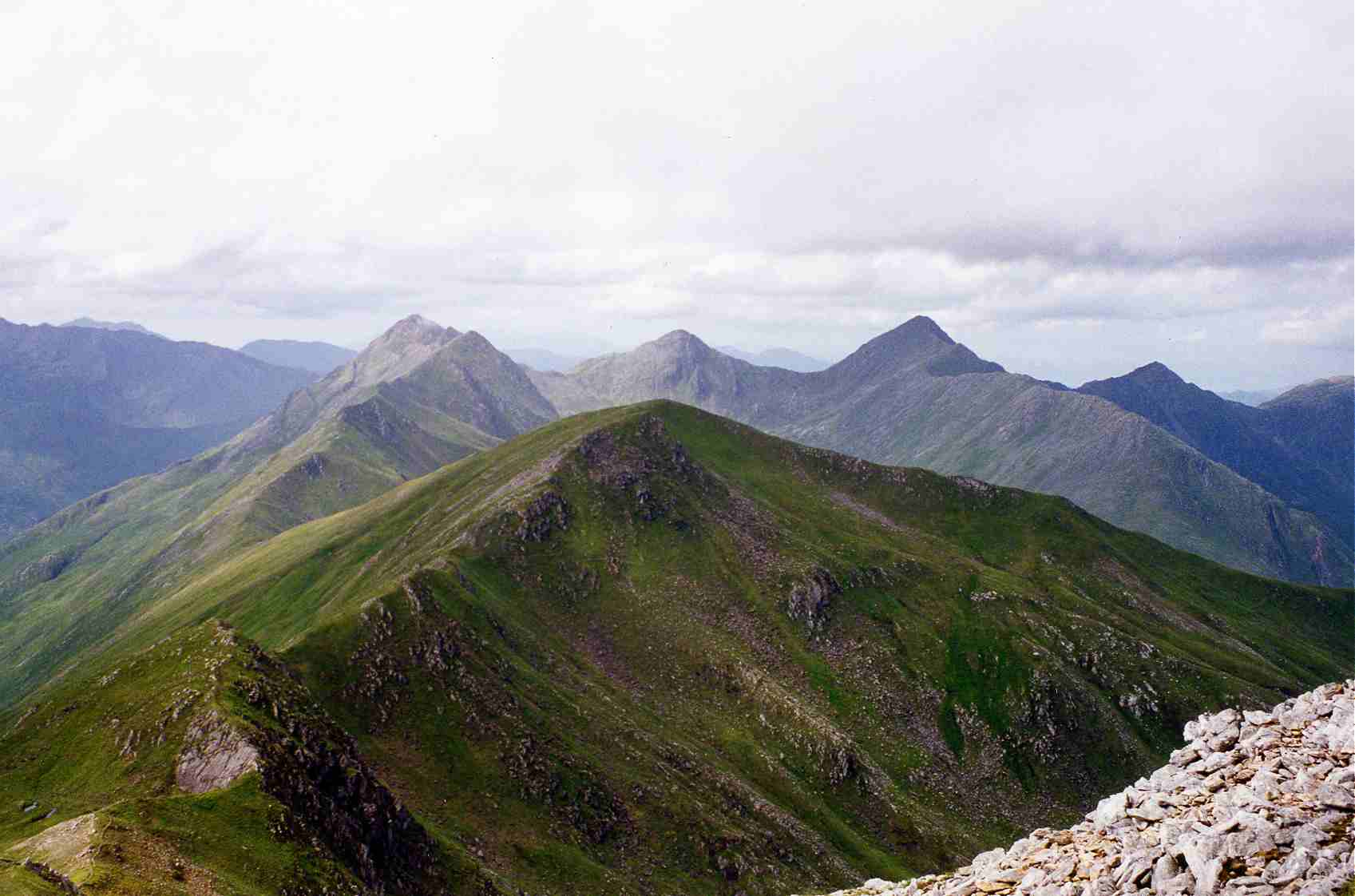
Dom kvarlevande Spanska marinerna flydde upp på berget Sgurr na Ciste Duibhe, där dom sedan kapitulerade.

År 1719 påbörjades det tredje upproret av Jakobitupproren, vilket gav Spanien en chans att störta den dåvarande kungen av Storbritannien (Georg I av Storbritannien). En flotta av sex tusen spanska soldater skickades till Sydvästra England tillsammans med 300 mariner som skickades till västra Skottland. Flottan med mariner skulle ansluta sig till Jakobiterna och sedan marschera söder till huvudinvasionen. Planen var att en svensk armé också skulle segla till Skottland, men det blev aldrig av på grund av Karl XII:s död i november 1718. Den spanska flottan bestående av sex tusen soldater nådde dock aldrig England, istället sjönk majoriteten under en storm i mars 1719. Medvetna om dom dåliga nyheterna fortsatte marinerna tillsammans med Jakobiterna sitt uppror i Skottland. Jakobiterna och dom Spanska marinerna genomled stora förluster och under 2 dagar blev deras huvudlager av ammunition, Elian Donan, konstant bombat av 3 fartyg på Loch Alsh. Jakobiterna formerade en defensiv position i en naturlig flaskhals tillhörande dalen Glen Sheil. Britterna hade dock en fördel med 4 artilleribatterier, vilket tvingade spanjorerna att fly upp på berget Sgurr na Ciste Duibhe, där dom sedan kapitulerade.

### Krig i Nordamerika
I maj 1719 attackerar en fransk armé den Spanska bebyggelsen Pensacola i Florida, vilket stoppade Spanien från att attackera Brittiska provinsen South Carolina. Spanjorerna lyckades återerövra staden, men den blev snabbt ockuperad igen och nerbränt. Spanjorerna ändrade sitt fokus till brittiska Nassau och seglade dit med en flotta från Kuba. Efter att ha blivit landsatta blev dom dock snabbt besegrade av lokalmilitären.

## Freden i Haag
Missnöjd med Spaniens militär tog Filip V av Spanien och sparkade Alberoni och skickade en begäran om fred. Statscheferna från alla inblandade länder möttes i Haag, där dom slöt fred. Filip V tvingades överge allt territorium Spanien ockuperat under kriget. Savojen och Habsburgska Monarkin bytte Sicilien och Sardinien med varann, eftersom båda länder hade lättare att nå de ombytta öarna.